# Evangelische Stadtkirche Bad Wildungen

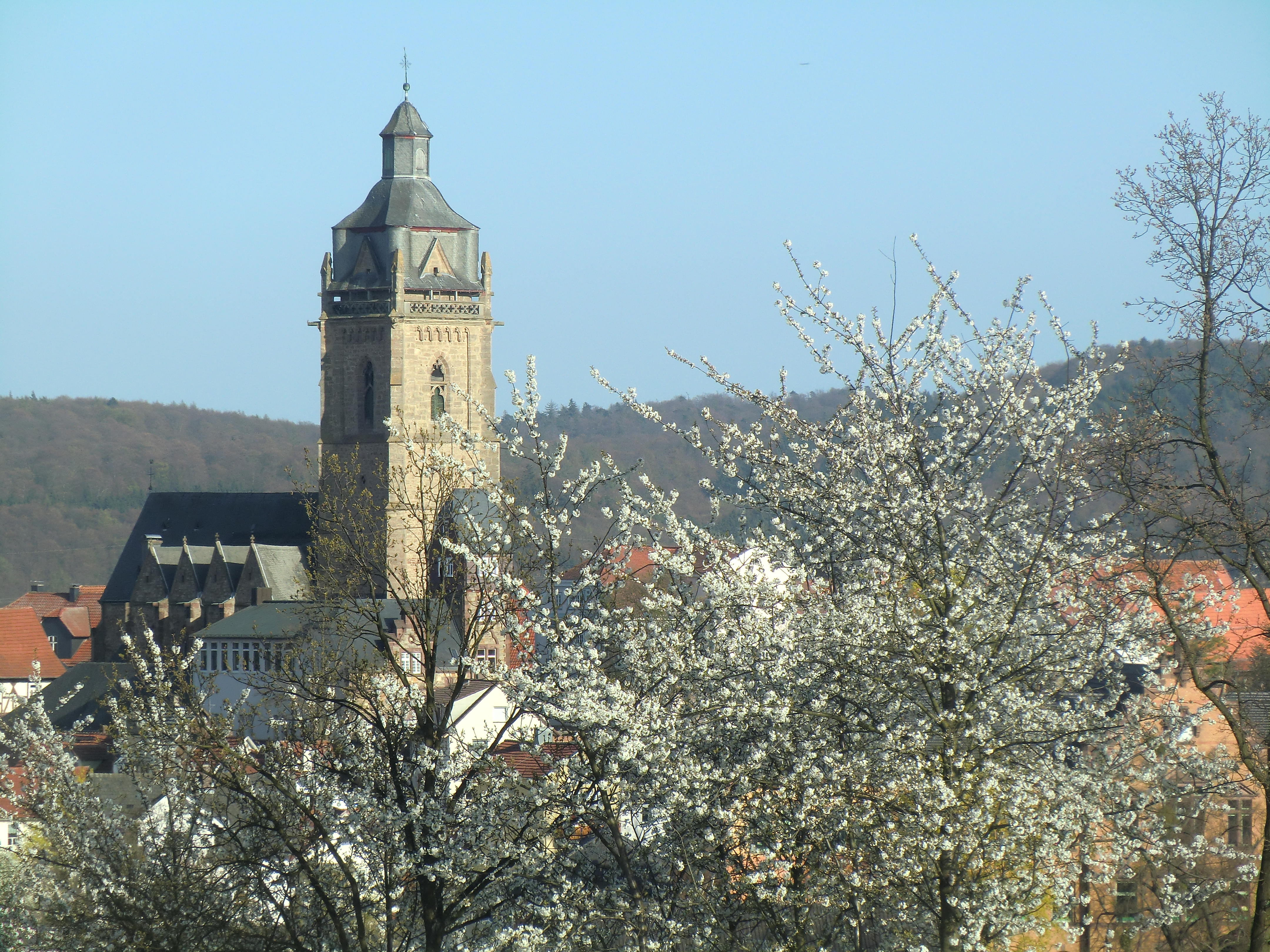
Die Stadtkirche

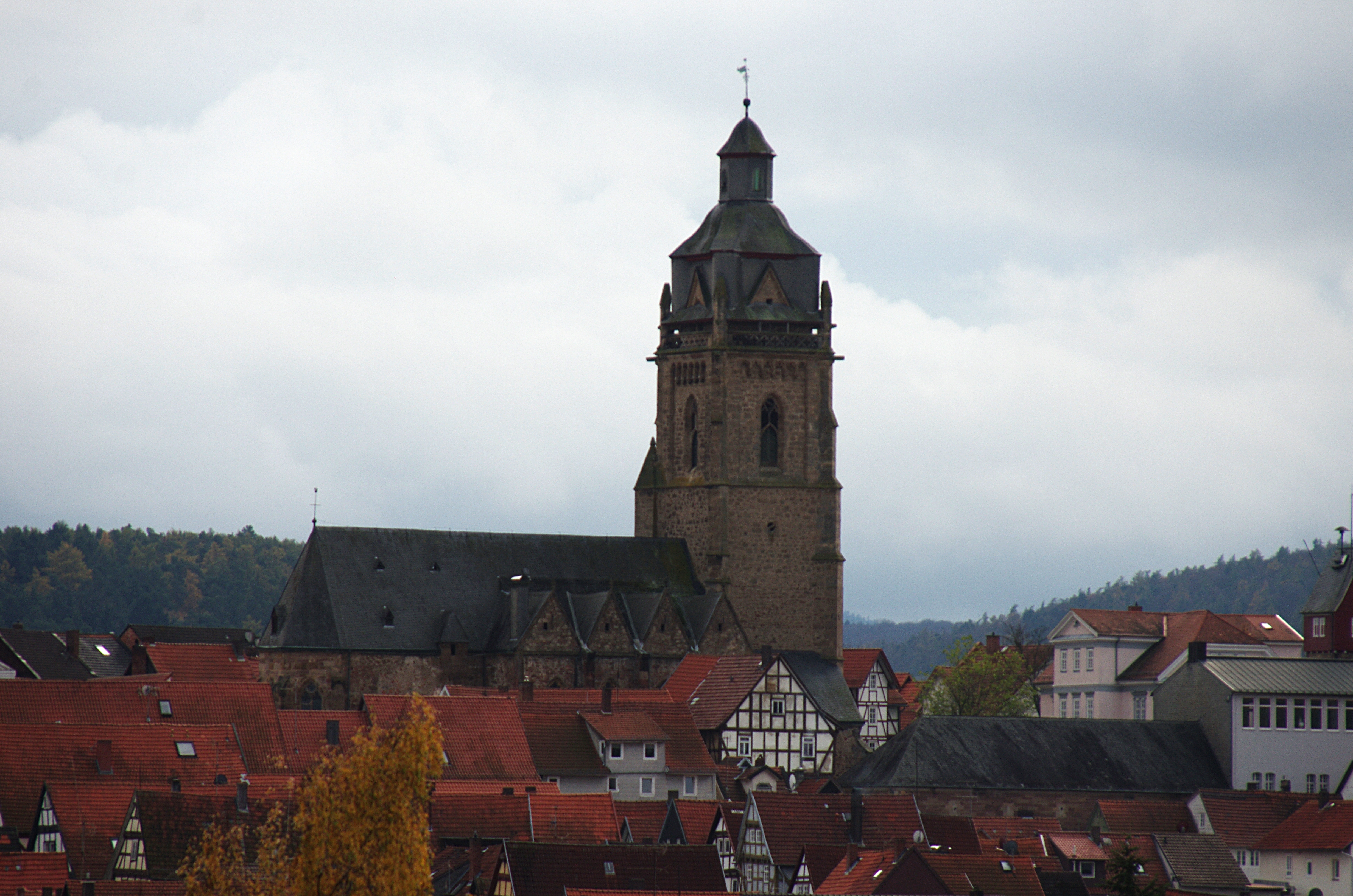
Die Stadtkirche

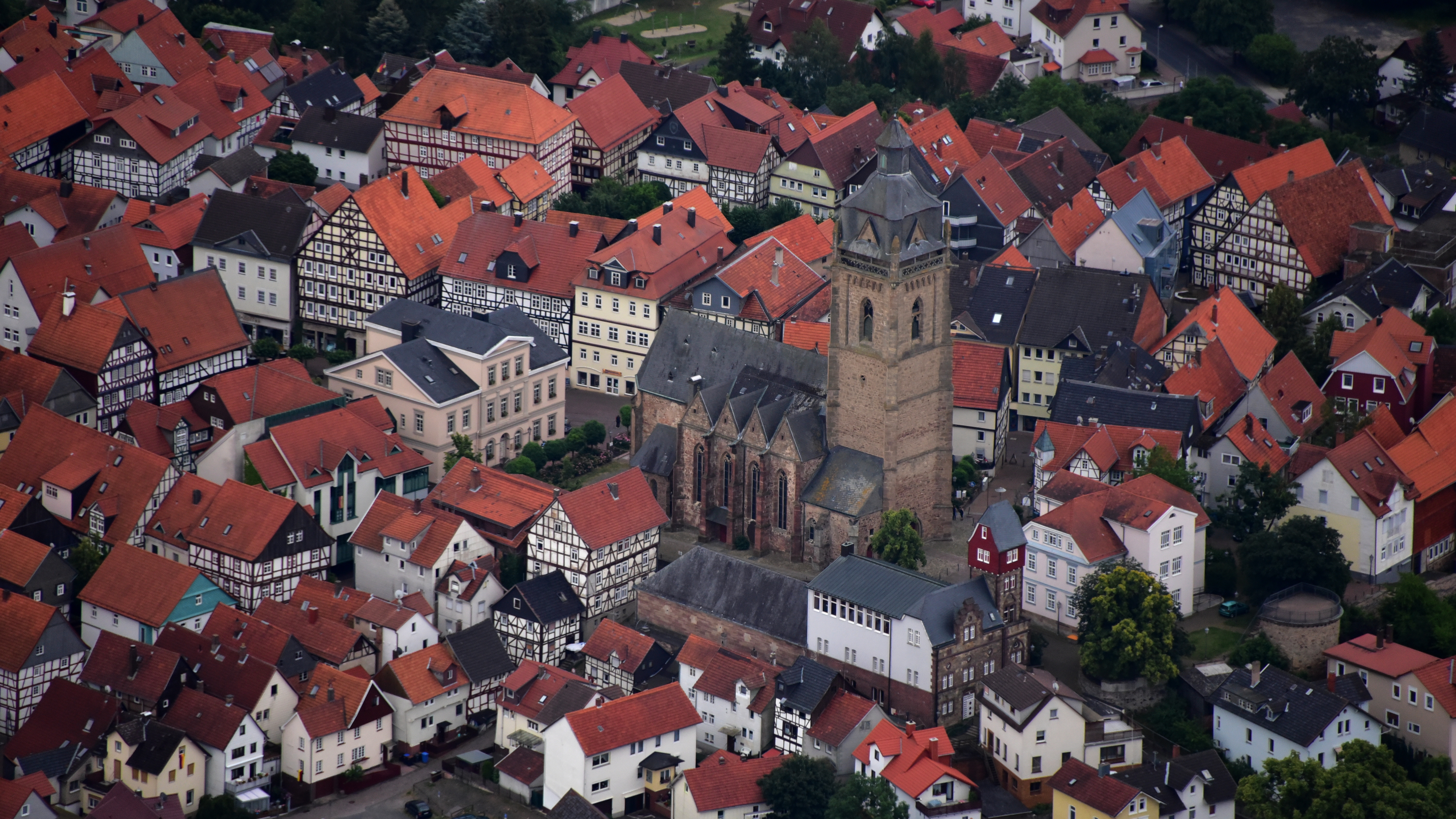
Evangelische Stadtkirche, Luftaufnahme (2016)

Die evangelische Stadtkirche ist ein denkmalgeschütztes Kirchengebäude in Bad Wildungen, im Landkreis Waldeck-Frankenberg, (Hessen).
Bruchsteinmauern stützen die Terrasse, auf der sich das Kirchengebäude befindet, ab. Der hohe Kirchturm prägt schon von weitem das Stadtbild.

## Geschichte und Architektur
Die Kirche steht auf dem höchsten Punkt des Stadthügels. Die Terrasse, auf der das Gebäude steht, wird von Bruchsteinmauern gestützt. Der Baubeginn der gotischen Hallenkirche der hessischen Schule war um 1300. Städtische Baumeister hatten die Bauleitung, sie wurden von der Bürgerschaft jährlich gewählt. Der Hochaltar wurde 1306 geweiht. Das Langhaus stammt aus der zweiten Hälfte des 14. Jahrhunderts. Der weithin ortsbildprägende Turm war ursprünglich mit einem Spitzhelm über vier Steingiebeln bekrönt. Seine Obergeschosse wurden 1489 vollendet. Nach der Reformation wurde die Kirche protestantisch. Die heutige Welsche Haube wurde von 1809 bis 1811 von Theodor Escher aufgesetzt. Die Seitenschiffe des dreischiffigen Langhauses zu vier Jochen sind etwas größer, als die halbe Mittelschiffbreite. Das Mittelschiff und der Chor mit 5/8-Schluss befinden sich unter einem Dach. Die Seitenschiffe sind mit quergestellten Satteldächern mit Steingiebeln gedeckt. An der Südseite des Chores befindet sich eine kapellenartige, dreieckige Erweiterung. Der Raum (heute Sakristei) zwischen dieser und dem südlichen Seitenschiff wurde vermutlich im 14. Jahrhundert durch eine Wand geschlossen. In einer Nische an der Außenseite steht ein Schmerzensmann vom 15. Jahrhundert. Die alte Sakristei befindet sich an der Nordseite des Chores. Wanddienste im Chor und schlanke Rundpfeiler im Langhaus tragen die Kreuzgewölbe. In den Seitenschiffen wurden sie auf die Kapitellzone gesetzt, um eine Stelzung der Gewölbe zu vermeiden.
Die Geismarsche Grabkapelle entstand von 1483 bis 1505, sie steht an der Nordseite des Turmes. Sie diente als Grablege. Die 24 dort aufgestellten Särge wurden 1962 in die fürstlich-waldeckische Grabkapelle überführt, seit 1993 dient der Raum als Andachtskapelle.

## Ausstattung

### Wildunger Altar

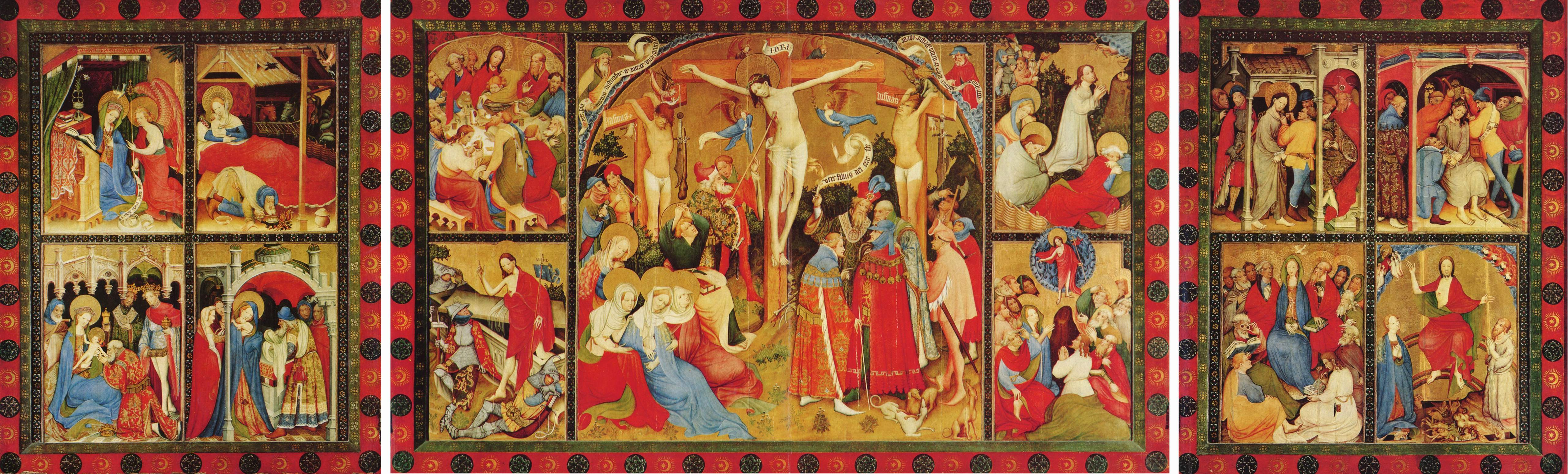
Wildunger Altar

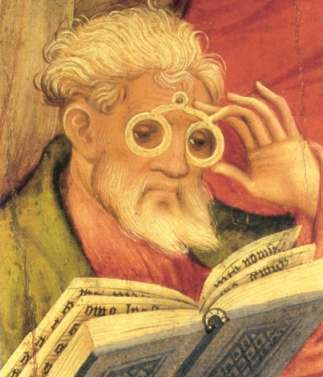
Der Brillenapostel

Wertvollstes Ausstattungsstück ist der Wildunger Altar, ein Flügelaltar von Conrad von Soest aus der Zeit um 1403. Die Jahreszahl der Inschrift ist fast völlig zerstört, es könnte somit auch 1404 oder 1414 geheißen haben. Der Altar ist eines der bedeutendsten Werke der deutschen Tafelmalerei. Neben dem Altar in der Dortmunder Marienkirche ist es eines der Hauptwerke des Meisters. Einzelne Teile des rechten Seitenflügels sind Werkstattarbeit. Leuchtende Hauptfarben sind Gold, Ultramarin, tiefes Rot und Grün. Auf den Innenflügeln ist auf 13 Bildern die Kindheit und das Leiden Christi dargestellt. Im Mittelbild ist die figurenreiche Kreuzigung zu sehen. Auf den Außenseiten der Flügel befinden sich Darstellungen der Hl. Katharina, Johannes, Elisabeth und Nikolaus. Geöffnet ist der Altar 7,60 m breit. Die Farbgebung und die Pracht der Gewänder, insbesondere auf der Kreuzigungsdarstellung, sind von der französischen Buchmalerei um 1400 beeinflusst. Der Aufbau wurde im Wesentlichen an ältere Westfälische Altäre angelehnt. Unter der Oberfläche der ausgeführten Malerei sind noch die flüssigen Vorzeichnungen sichtbar. Auf einem Bild des Altars ist die älteste Darstellung einer Brille nördlich der Alpen zu sehen. Außerdem ist es der erste Altar nördlich der Alpen, der von seinem Erschaffer signiert und datiert wurde.

### Grabmale der Grafen von Waldeck-Wildungen

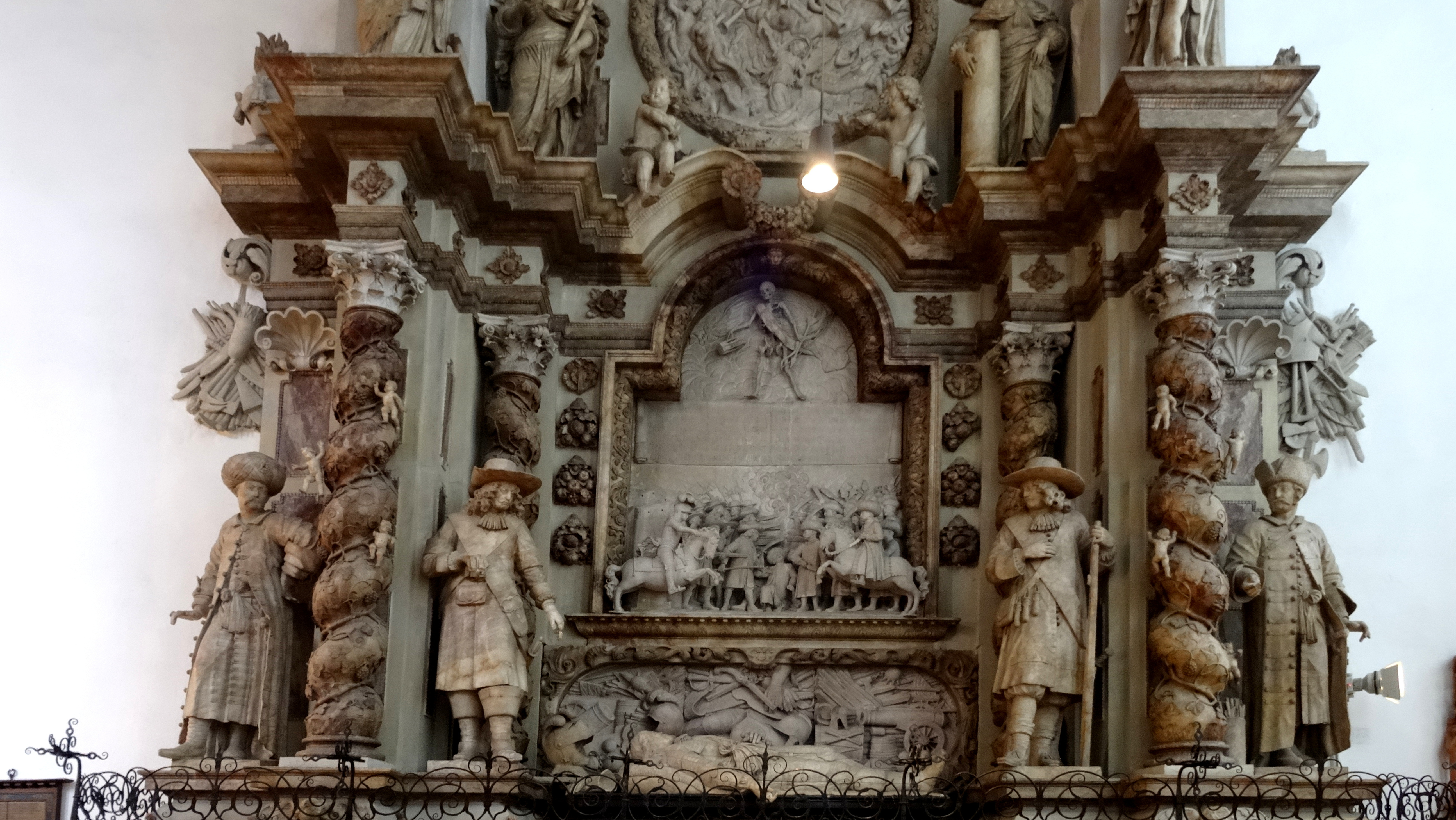
Grabmal des Grafen Josias von Waldeck

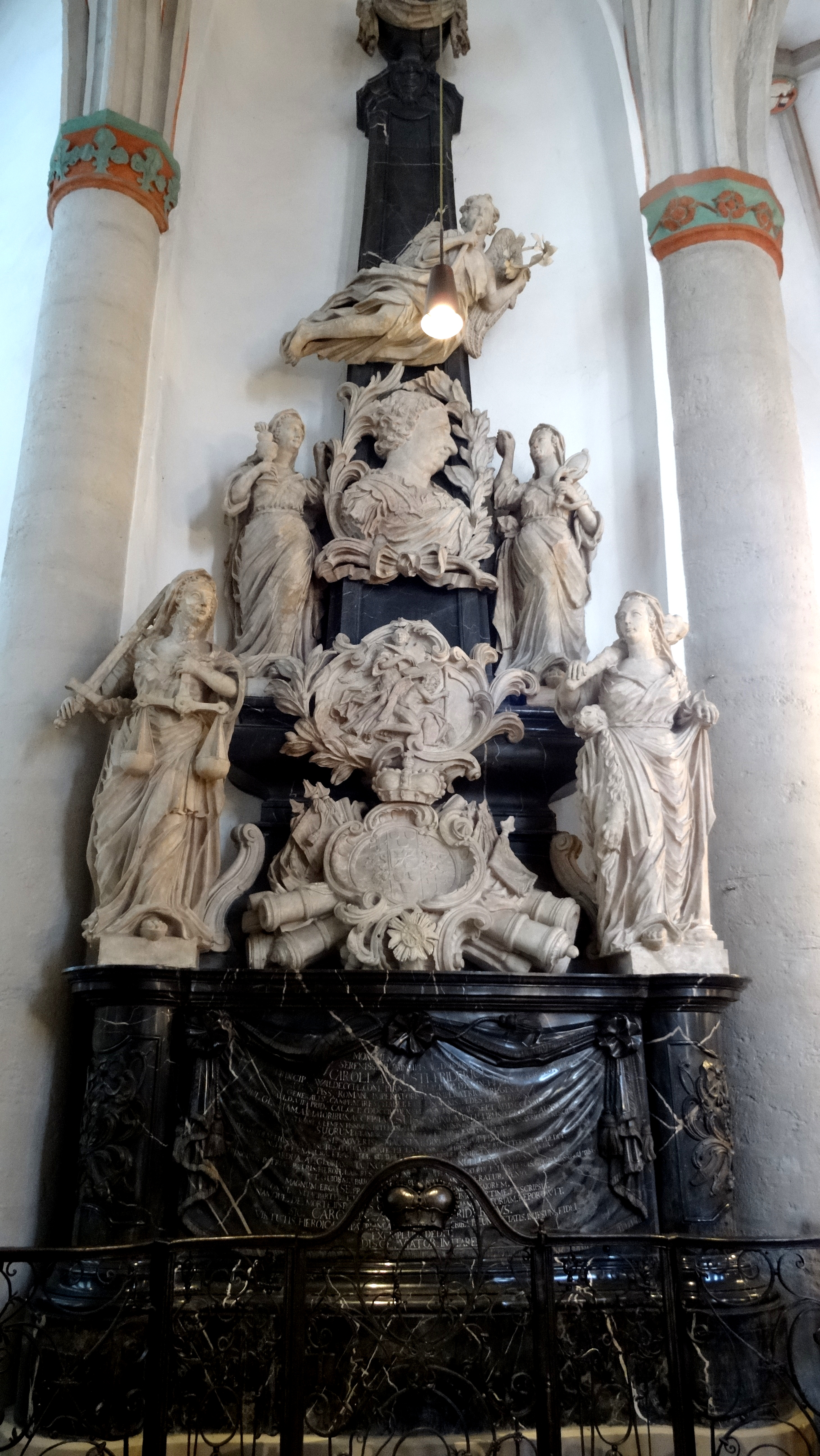
Grabmal des Grafen Karl-August-Friedrich vom Waldeck

- Grabmal des Grafen Samuel von Waldeck (1528–1570). Es wurde von Georg von der Tann im Renaissance-Stil aufwändig bearbeitet, wobei zahlreiche Wappen aus dem Herrschaftsbereich dargestellt wurden
- Grabmal des Grafen Josias II. von Waldeck (1636–1669), vom Bildhauer Heinrich Papen im Jahre 1674 im Stil des Hochbarock geschaffen.
- Grabmal des Fürsten Karl August Friedrich von Waldeck (1704–1763), ein spätbarockes Werk mit Figuren, die für Gerechtigkeit und Stärke, sowie Frömmigkeit und Klugheit. Darüber schwebt Fama, die Verkünderin des Ruhms.

### Orgel

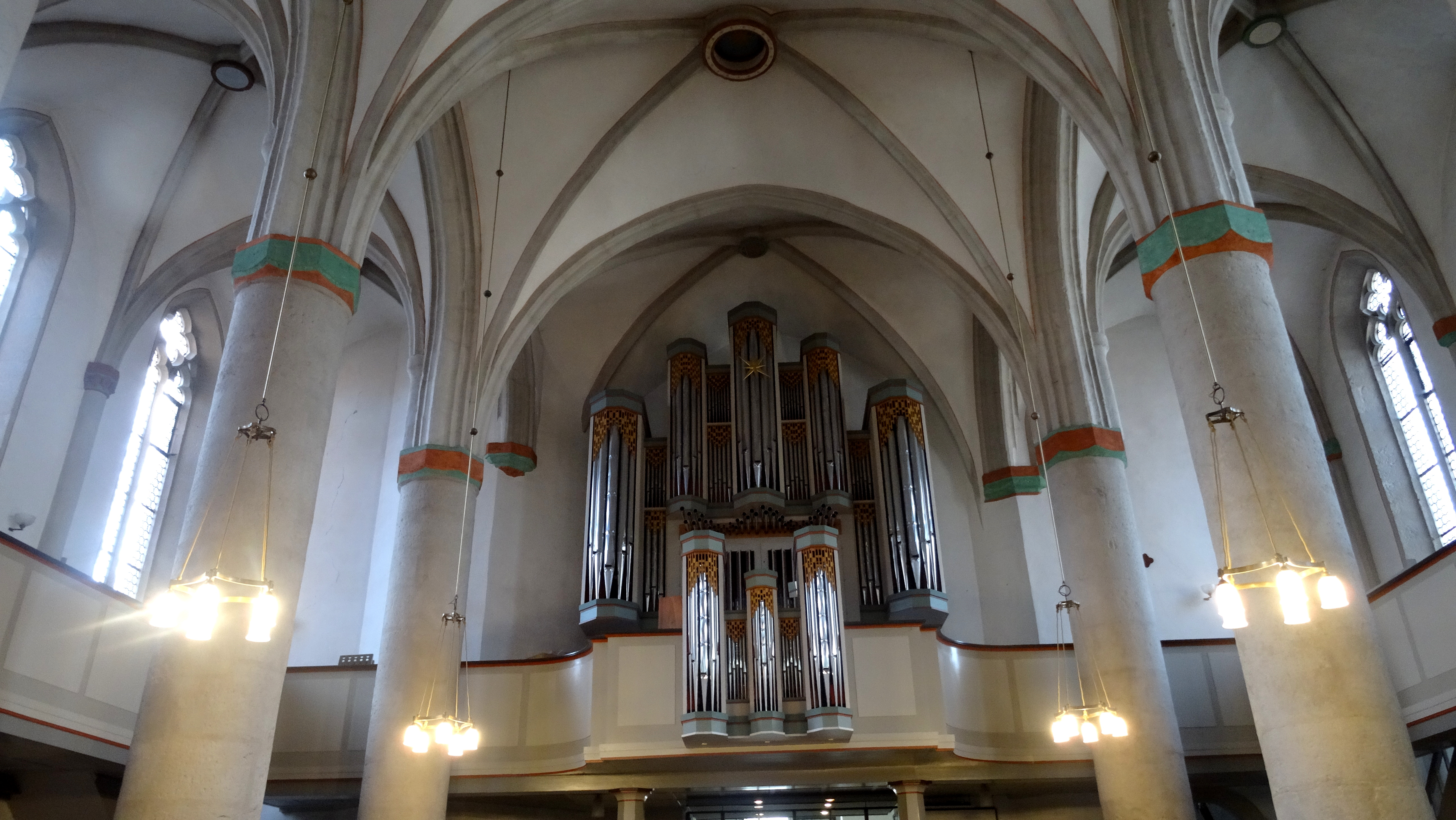
Orgelprospekt mit Rückpositiv

Die Orgel wurde 1982 von Gerhard Schmid aus Kaufbeuren aufgestellt, einige Register der Walcker-Orgel von 1857 wurden überarbeitet übernommen. 2011 erfolgte eine Renovierung durch das Unternehmen Mitteldeutscher Orgelbau A. Voigt aus Bad Liebenwerda. Das Instrument besitzt 43 Register, die sich auf drei Manuale und Pedal verteilen. Die Spieltrakturen sind mechanisch, die Registertrakturen sind elektrisch. Die Disposition ist wie folgt:
| I Rückpositiv C–g3 |             |      |
| 1.                 | Holzgedackt | 8′   |
| 2.                 | Prästant    | 4′   |
| 3.                 | Piccolo     | 2′   |
| 4.                 | Oktave      | 1′   |
| 5.                 | Cymbel III  | 1⁄2′ |
| 6.                 | Krummhorn   | 8′   |
|                    | Tremulant   |      |

| II Hauptwerk C–g3 |                    |       |
| 7.                | Gedacktpommer      | 16′   |
| 8.                | Prinzipal          | 8′    |
| 9.                | Spitzflöte         | 8′    |
| 10.               | Oktave             | 4′    |
| 11.               | Koppelflöte        | 4′    |
| 12.               | Gemsquinte         | 2 ⁄3′ |
| 13.               | Oktave             | 2′    |
| 14.               | Mixtur V           | 1 ⁄3′ |
| 15.               | Spanische Trompete | 8′    |
|                   | Zimbelstern        |       |

| III Schwellwerk C–g3 |              |        |
| 16.                  | Bourdon      | 16′    |
| 17.                  | Holzflöte    | 8′     |
| 18.                  | Weidenpfeife | 8′     |
| 19.                  | Schwebung    | 8′     |
| 20.                  | Prinzipal    | 4′     |
| 21.                  | Traversflöte | 4′     |
| 22.                  | Nasat        | 2 ⁄3′  |
| 23.                  | Blockflöte   | 2′     |
| 24.                  | Terz         | 1 3⁄5′ |
| 25.                  | Sifflöte     | 1 ⁄3′  |
| 26.                  | Septime      | 1 ⁄7′  |
| 27.                  | None         | 8⁄9′   |
| 28.                  | Plein Jeu IV | 2′     |
| 29.                  | Dulzian      | 16′    |
| 30.                  | Oboe         | 8′     |
| 31.                  | Schalmey     | 4′     |
|                      | Tremulant    |        |

| Pedal C–f1 |               |        |
| 32.        | Prinzipal     | 16′    |
| 33.        | Subbass       | 16′    |
| 34.        | Oktavbass     | 8′     |
| 35.        | Gedacktbass   | 8′     |
| 36.        | Großterz      | 6 2⁄5′ |
| 37.        | Großseptim    | 4 ⁄7′  |
| 38.        | Choralbass    | 4′     |
| 39.        | Waldflöte     | 2′     |
| 40.        | Rauschbass IV | 2 ⁄3′  |
| 41.        | Posaune       | 16′    |
| 42.        | Trompete      | 8′     |
| 43.        | Clairon       | 4′     |

- Koppeln: I/II, III/II, I/P, II/P, III/P
- Spielhilfe: Computergesteuerte Setzeranlage

### Sonstige Ausstattung
- Der große Taufstein von 1350 steht im südlichen Seitenschiff. Auf dem Sockel befindet sich eine lateinische Inschrift: BABTISMUS EST FUNDAMENTUM ET IAUNA ALIORUM SAKRAMENTORUM (Die Taufe ist die Grundlage und die Tür zu den anderen Sakramenten). Die Taufschale ist eingelassen.

### Erinnerung an Hexenverfolgung

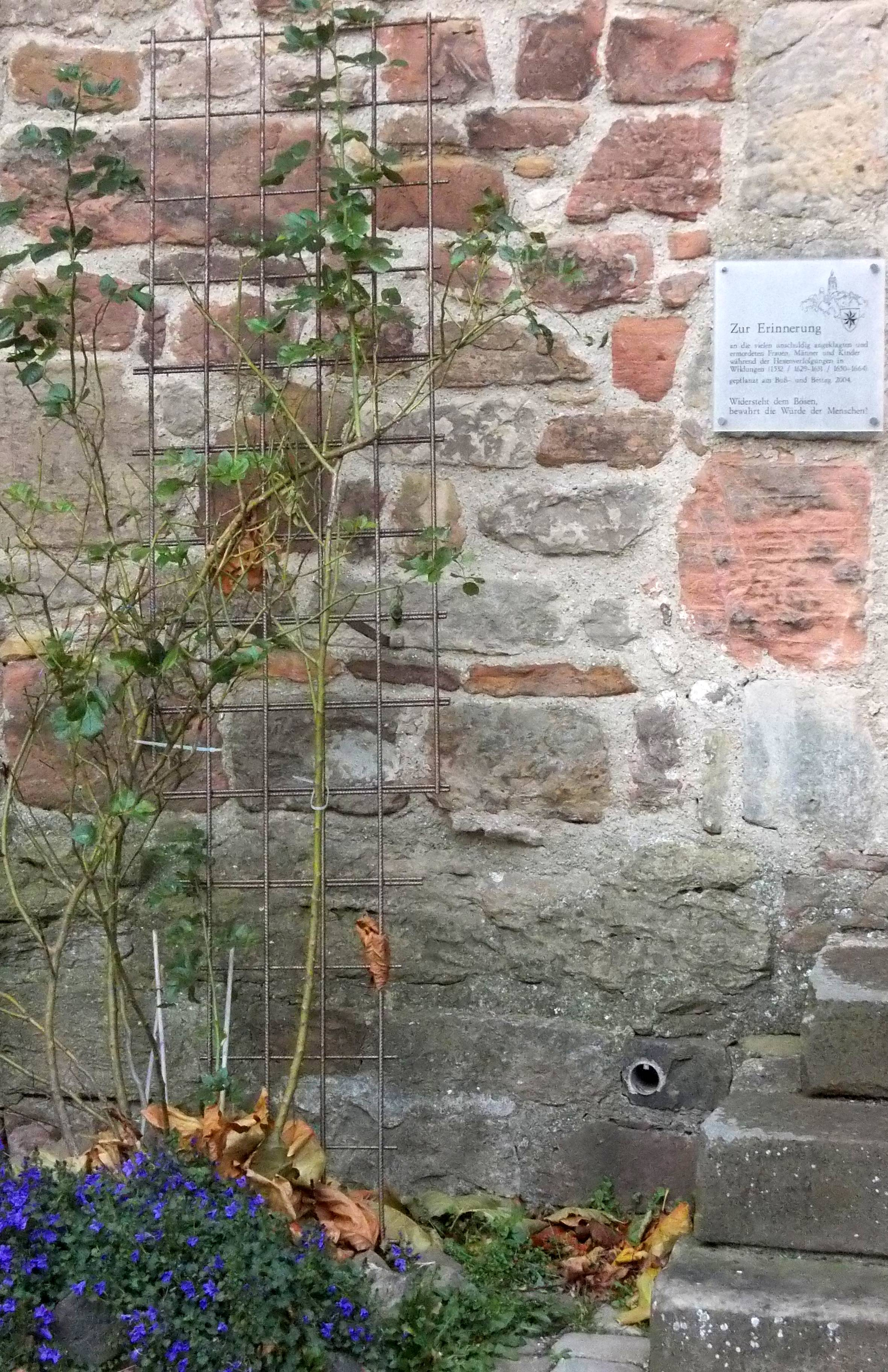
„Widersteht dem Bösen, bewahrt die Würde der Menschen!“ – Erinnerung an die Opfer der Hexenverfolgung

An der Stadtkirchenmauer wurde am Buß- und Bettag 2004 eine Rose gepflanzt zur Erinnerung „an die vielen unschuldig angeklagten und ermordeten Frauen, Männer und Kinder“, die bei Hexenprozessen in Bad Wildungen in den Jahren von 1532 bis 1664 ums Leben kamen.